# Amt Romrod
Das Amt Romrod war ein Amt der Landgrafschaft und zuletzt des Großherzogtums Hessen.

## Funktion
In Mittelalter und Früher Neuzeit waren Ämter eine Ebene zwischen den Gemeinden und der Landesherrschaft. Die Funktionen von Verwaltung und Rechtsprechung waren hier nicht getrennt. Dem Amt stand ein Amtmann vor, der von der Landesherrschaft eingesetzt wurde. 

## Geschichte
Das Amt Romrod gehörte zum Altbestand der Landgrafschaft Hessen. Nach den hessischen Landesteilungen des 16. und 17. Jahrhunderts gelangte es 1648 mit dem Westfälischen Frieden endgültig zur Landgrafschaft Hessen-Darmstadt, die dann 1806 zum Großherzogtum Hessen wurde. Hier lag das Amt in der Provinz Oberhessen.
Das Amt Romrod war – zumindest zeitweise – Teil des Oberamtes Alsfeld. Bei der Auflösung des Amtes Romrod 1821 wird es aber gleichwertig neben und unabhängig vom Amt Alsfeld genannt.
Ab 1820 kam es im Großherzogtum zu Verwaltungsreformen. 1821 wurden auch auf unterer Ebene Justiz und Verwaltung getrennt und alle Ämter aufgelöst. Für die bisher in den Ämtern wahrgenommenen Verwaltungsaufgaben wurden Landratsbezirke geschaffen, für die erstinstanzliche Rechtsprechung Landgerichte.
Der Bestand des ehemaligen Amtes Romrod wurde hinsichtlich der Verwaltungsangelegenheiten auf die Landratsbezirke Romrod und Kirtorf verteilt, hinsichtlich der Rechtsprechung auf die Landgerichte Homberg an der Ohm und Alsfeld.

## Bestandteile
Folgende Orte gehörten bei seiner Auflösung zum Amt Romrod:
- Angenrod[5]
- Billertshausen
- Gethürms[Anm. 3]
- Gleimenhain[5]
- Heimertshausen
- Hergersdorf
- Hopfgarten
- Kirtorf[5]
- Leusel
- Liederbach
- Melchiorsgrund (Gehöftgruppe bei Hopfgarten)[6]
- Nieder-Breidenbach
- Ober-Breidenbach
- Oberrod (im 19. Jahrhundert wüst gefallen), Gemarkung Liederbach[7]
- Ober-Sorg
- Romrod
- Strebendorf
- Unter-Sorg
- Vadenrod
- Zell

Das Gebiet des Amtes Romrod befand sich im Bereich der Gemarkungen der heutigen Gemeinden Alsfeld, Kirtorf, Romrod und Schwalmtal.

## Recht
Im Amt Romrod galt das Gemeine Recht. Es behielt seine Geltung im gesamten 19. Jahrhundert und wurde erst zum 1. Januar 1900 von dem einheitlich im ganzen Deutschen Reich geltenden Bürgerlichen Gesetzbuch abgelöst.